# عملية برايم شانس

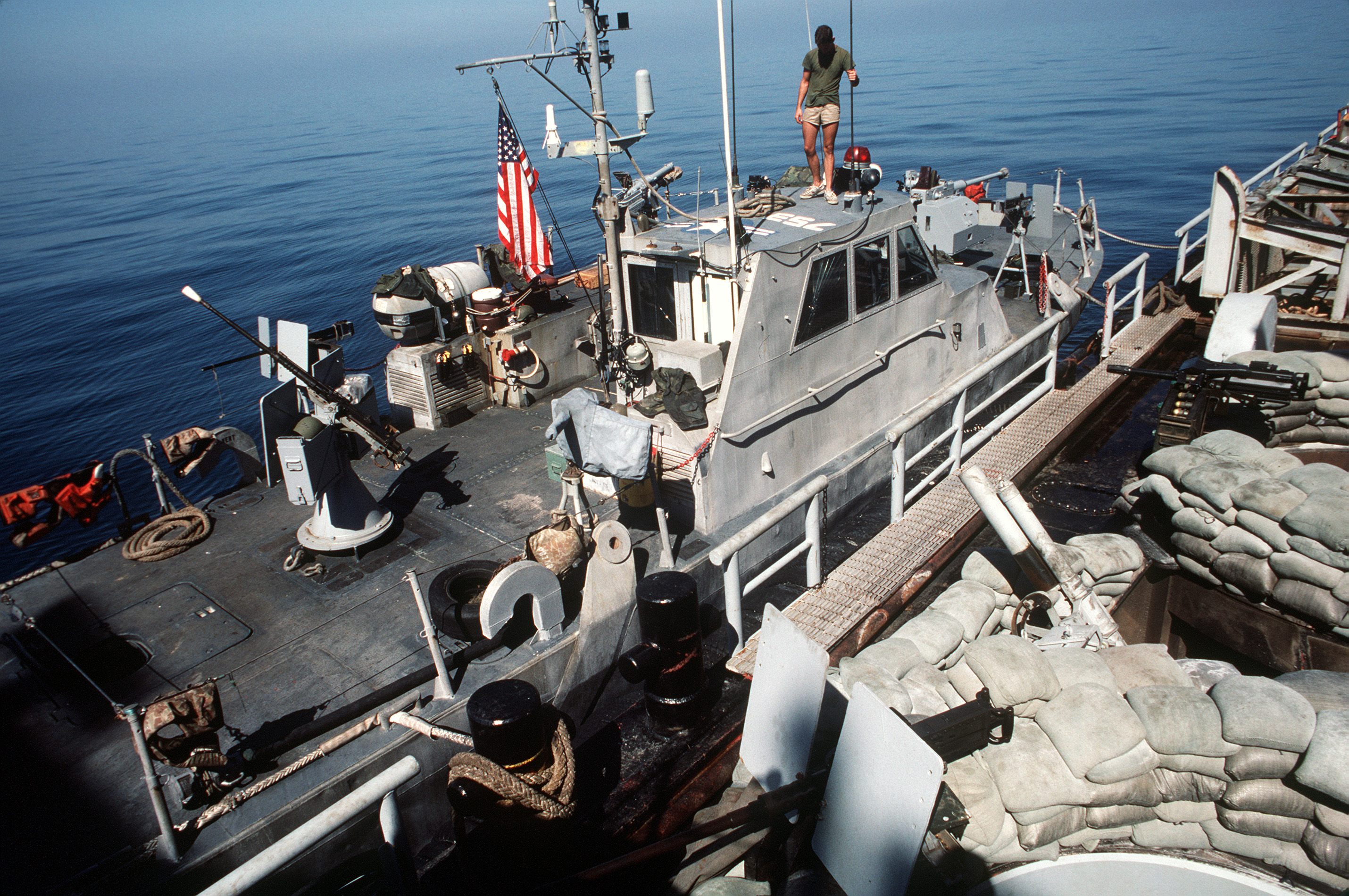
سفينة تابعة للبحرية الأمريكية أثناء العملية في مياه الخليج العربي

عملية برايم شانس (بالإنجليزية: Operation Prime Chance)‏ ، هي عملية عسكرية نفذها القوات البحرية الأمريكية خلال الحرب العراقية الإيرانية في مياه الخليج العربي بهدف حماية السفن النفط الكويتي وتعطيل العمليات العسكرية التي تنفذها القوات البحرية الإيرانية ضد سواحل العراق حيث بدأت في تاريخ شهر أغسطس سنة 1987 وأنتهى العملية في شهر يونيو سنة 1989م، مخلفة 5 قتلى إيرانيين والقبض على 26 عسكرياً ومعاوناً إيرانياً.